# Campoletis oxylus
Campoletis oxylus är en stekelart som först beskrevs av Cresson 1864.  Campoletis oxylus ingår i släktet Campoletis och familjen brokparasitsteklar. Inga underarter finns listade.